# Neisse University
La Universidad Neisse (Neisse University) es una institución educativa de carácter público, creada mediante la colaboración académica de los institutos asociados Universidad Laboral Zittau/Görlitz, Universidad Técnica de Liberec y la Universidad Técnica de Breslavia. Los lugares de estudio están en las inmediaciones de la frontera entre República Checa, Polonia y Alemania, a una distancia de 100 km.

## Historia
La Universidad Neisse fue fundada en 2001 y los primeros estudiantes se matricularon en el único curso disponible ("Information and Communication Management"). Su primer presidente fue Prof. Dr. Phil. Peter Schmidt. En 2004 esta carrera fue acreditado por ACQUIN.  El Prof. Klaus ten Hagen fue elegido nuevo presidente en 2004.
Desde 2007 la matrícula está disponible para otros estudiantes internacionales, además de los procedentes de Alemana, Polonia y la República Checa. Especialmente la nueva carrera de master está focalizado en estudiantes de orígenes diferentes.

## Perfil de la universidad
Neisse University tiene un perfil especial porque:
- todas las lecciones y seminarios son exclusivamente en  en inglés
- se alterna el lugar de estudio: Liberec en el primer año , Jelenia Góra en el año segundo a Görlitz en el último año.
- estudiantes internaciónales

## Carreras
- Economía y Informática
  - BSc. Information and Communication Management
- Economía y Ciencias Ambiental
  - MSc. Environmental Healt and Safety Risk Management (inicio en octubre de 2007)

## Facultades
Es que porque los diferentes lugares de estudio, las carreras que ofrece Neisse University forman parte de facultades distintos en los institutos asociados.
- BSc Information and Communication Management
  - Facultad de Economía en la Universidad Técnica de Liberec
  - Facultad de Informática en la Universidad Técnica de Breslavia
  - Facultad de Informática en la Universidad Laboral Zittau/Görlitz

- MSc Environmental Health and Safety Risk Management
  - Facultad de Economía, Facultad de Ciencias Naturales y Facultad de Ciencias Ambiental en la Universidad Técnica de Liberec
  - Facultad de Química en la Universidad Técnica de Breslavia.
  - Facultad de Mathemática y Facultad Ciencias Ambiental en la Universidad Laboral Zittau/Görlitz